# Okręg Marmarosz
Marmarosz (rum. Maramureș) – okręg (rum. județ) w północnej Rumunii (w historycznym regionie Marmarosz), ze stolicą w mieście Baia Mare. Okręg ma powierzchnię 6304 km² i w 2011 r. liczył 478 569 mieszkańców, gęstość zaludnienia wynosiła 75,9 osób/km².

## Struktura narodowościowa
Według spisu ludności z roku 2021 okręg Marmarosz zamieszkiwały następujące narodowości:
- Rumuni - 342 052
- Węgrzy - 23 153
- Ukraińcy - 25 690
- Romowie - 11 881
- Niemcy - 548
- Karpatorusini - 333
- Włosi - 96
- Żydzi - 52
- Turcy - 13

## Miasta
- Baia Mare (węg. Nagybánya)
- Syhot (rum. Sighetu Marmației, węg. Máramarossziget)
- Borșa (węg. Borsa)
- Vișeu de Sus (węg. Felsővisó)
- Baia Sprie (węg. Felsőbánya)
- Târgu Lăpuș (węg. Magyarlápos)
- Seini (węg. Szinérváralja)
- Cavnic (węg. Kapnikbánya)
- Dragomirești (węg. Dragomérfalva)
- Săliștea de Sus (węg. Felsőszelistye)
- Șomcuta Mare (węg. Nagysomkút)
- Ulmeni (węg. Sülelmed)
- Tăuții-Măgherăuș (węg. Miszmogyorós).

## Gminy
- Ardusat
- Ariniș
- Asuaju de Sus
- Băița de sub Codru
- Băiuț
- Bârsana
- Băsești
- Bicaz
- Bistra
- Bocicoiu Mare
- Bogdan Vodă
- Boiu Mare
- Botiza
- Budești
- Călinești
- Câmpulung la Tisa
- Cernești
- Cicârlău
- Coaș
- Coltău
- Copalnic-Mănăștur
- Coroieni
- Cupșeni
- Desești
- Dumbrăvița
- Fărcașa
- Gârdani
- Giulești
- Groși
- Groșii Țibleșului
- Ieud
- Lăpuș
- Leordina
- Mireșu Mare
- Moisei
- Oarța de Jos
- Ocna Șugatag
- Oncești
- Petrova
- Poienile de sub Munte
- Poienile Izei
- Recea
- Remetea Chioarului
- Remeți
- Repedea
- Rona de Jos
- Rona de Sus
- Rozavlea
- Ruscova
- Sarasău
- Satulung
- Săcălășeni
- Săcel
- Sălsig
- Săpânța
- Strâmtura
- Suciu de Sus
- Șieu
- Șișești
- Vadu Izei
- Valea Chioarului
- Vima Mică
- Vișeu de Jos

## Zabytki
- Drewniane cerkwie Marmaroszu (m.in. w Șurdești)
- Drewniane bramy (osobny artykuł) regionu Marmarosz. Obok drewnianych cerkwi i tradycyjnych domostw, jeden z przejawów bogatej sztuki snycerskiej w karpackiej Rumunii[3]. Typowa brama  budowana jest w podziale na dwie części: dwuskrzydłowe wrota i furtkę dla pieszych. Pierwotnie podział ten opierał się na 3 kolumnach. Z czasem modne stały się bramy budowane z większym rozmachem, oparte na większej liczbie kolumn, np. 6. Również liczba zdobionych pól zwiększyła się z 3 do 5 współcześnie[4].

### Symbolika i motywy w snycerce regionu
Powierzchnia bramy wraz z górnym plateau, to powierzchnia o bogatej ornamentyce, sięgającej czasów przedchrześcijańskich. Znaki solarne i księżyc, pleciony sznur – symbol dobrobytu, tzw. karpacka rozeta (symbol powszechny na całym obszarze osadnictwa wołoskiego w Karpatach, również symbol słońca), winna latorośl i żołądź, romb symbolizujący pracowitą pszczołę czy drzewo życia pełnią funkcje strażników domostwa, mają też zapewnić mieszkańcom domu dobrobyt i życiowe powodzenie. W symbolice tej pojawia się też ryba – symbol czystości, kruk i orzeł – zwierzęta symboliczne i legendarne, obecne w średniowiecznych legendach rumuńskich oraz w ich symbolice narodowej.  Występuje również krzyż  - oczywisty symbol wiary chrześcijańskiej, ale też wierzeń pierwotnych. W Muzeum Etnografii i Sztuki Ludowej w Baia Mare znajdują się też strażnicy w formie antropomorficznej: dwa słupy z ludzkimi głowami ustawiane przy wejściu do domu. Legenda głosi, że są to bliźniacy, z których jeden zginął na wojnie. Odwzorowany wraz z bratem w postaci drewnianej rzeźby stanął przed domem rodzinnym, aby go strzec. Wydaje się, że te antropomorficzne figury mogą mieć związek w archaicznym kultem przodków. Z czasem obok symboli magicznych bramy zaczęły być ozdabiane także płaskorzeźbą o tematyce historycznej lub historyczno - legendarnej (np. postać wojewody Dragosza na koniu, w towarzystwie suki Moldovy, walczącego z turem; kniaź Bogdan wyruszający na podbój Mołdawii).
Drzewa w kulturze regionu Maramuresz
Najczęściej spotykanym motywem snycerskim jest motyw jodły, który mógł być lokalnym totemem. Na jej, ale też innych drzew, świętość wskazują  relikty etnograficzne. W czasach przedchrześcijańskich drzewo święte sadzono pośrodku wsi, uznając to miejsce za centrum świata. Pod drzewem spotykali się mieszkańcy wsi w ważnych momentach, a także na naradę, modlitwę czy praktyki magiczne. Drzewo takie było odpowiednikiem niewidzialnego drzewa kosmicznego, na którym miały opierać się niebiosa, a w którego korzeniach mieścił się świat istot podziemnych.  To samo drzewo kosmiczne było też drzewem życia, a w tym charakterze stawało się drzewem narodzin, drzewkiem weselnym, a wreszcie i drzewem śmierci. Każda z tych form ma swe odzwierciedlenie w wierzeniach i obyczajach rumuńskich. I na przykład drzewo życia, to w wyobrażeniach rumuńskich głównie jabłoń, której „owoce zawierają eliksir życia i stanowią panaceum na wszystkie choroby i kalectwa. Niezależnie od tego, czy są ze złota, srebra, czy z nieznanych stopów, owoce przywracają młodość tym, co je spożywają i oświecają umysł ludzki. W poszukiwaniu tego drzewa podejmowano fantastyczne wyprawy i prowadzono legendarne walki. Z czasem drzewo zastępowane jest formami pochodnymi: kolumnami czy słupami o różnym kształcie, nadal, jednak z piękną, symboliczną snycerką. Również krzyż – symbol chrześcijaństwa w Rumunii zawiera w sobie starożytną symbolikę.
 Symbolika trojcy
Jedną z form kolumny niebios są słynne rumuńskie trojce, czyli  potrójne krzyże o jednym ramieniu poprzecznym, ozdobione symboliczną snycerką i zadaszone. Stawiane przy cmentarzach i cerkwiach, na rozstajach dróg, i granicach, pilnowały tych niezwykłych, a czasem i niebezpiecznych, z punktu widzenia wierzeń chłopskich, miejsc. Te przydrożne pomniki pełniły też funkcje zegarów słonecznych określających nie tylko rzeczywiste pory dnia i pory wschodu księżyca, ale też magiczne dobre i złe godziny. Przy nich składano przysięgi, ogłaszano testamenty i zobowiązania, wskazywały też wspólne użytki, wyznaczały własność prywatną - były  więc oznakami wiejskiej jurysdykcji.
Vulcanescu mówi wręcz: „ (…) skłonni jesteśmy przyjąć, że nazwa trójcy, nadana owej namiastce kolumny niebios, bardziej odpowiada pierwotnemu pojęciu potrojonej kolumny aniżeli późniejszemu zaszczepieniu trzech połączonych krzyży na jednym”. Według autora analizy, trójca jest pomnikiem ku czci świętego światła słońca w trzech hipostazach:   jako promień słoneczny, błyskawica i ogień. Wracając do korzeni tego symbolu, jest więc trójca postacią totemu słońca.  Współcześnie rzadziej widujemy, tak niegdyś rozpowszechnione, trójce. Jednak nadal Rumunii fundują sobie ozdobne bramy, bramy robione są też dla środowisk rumuńskiej emigracji, a nawet jako symbol kultury maramurskiej przed siedzibami administracyjnymi. Snycerze, także pod wpływem opinii etnografów, starają się zachować  na nich tradycyjną symbolikę.

## Galeria

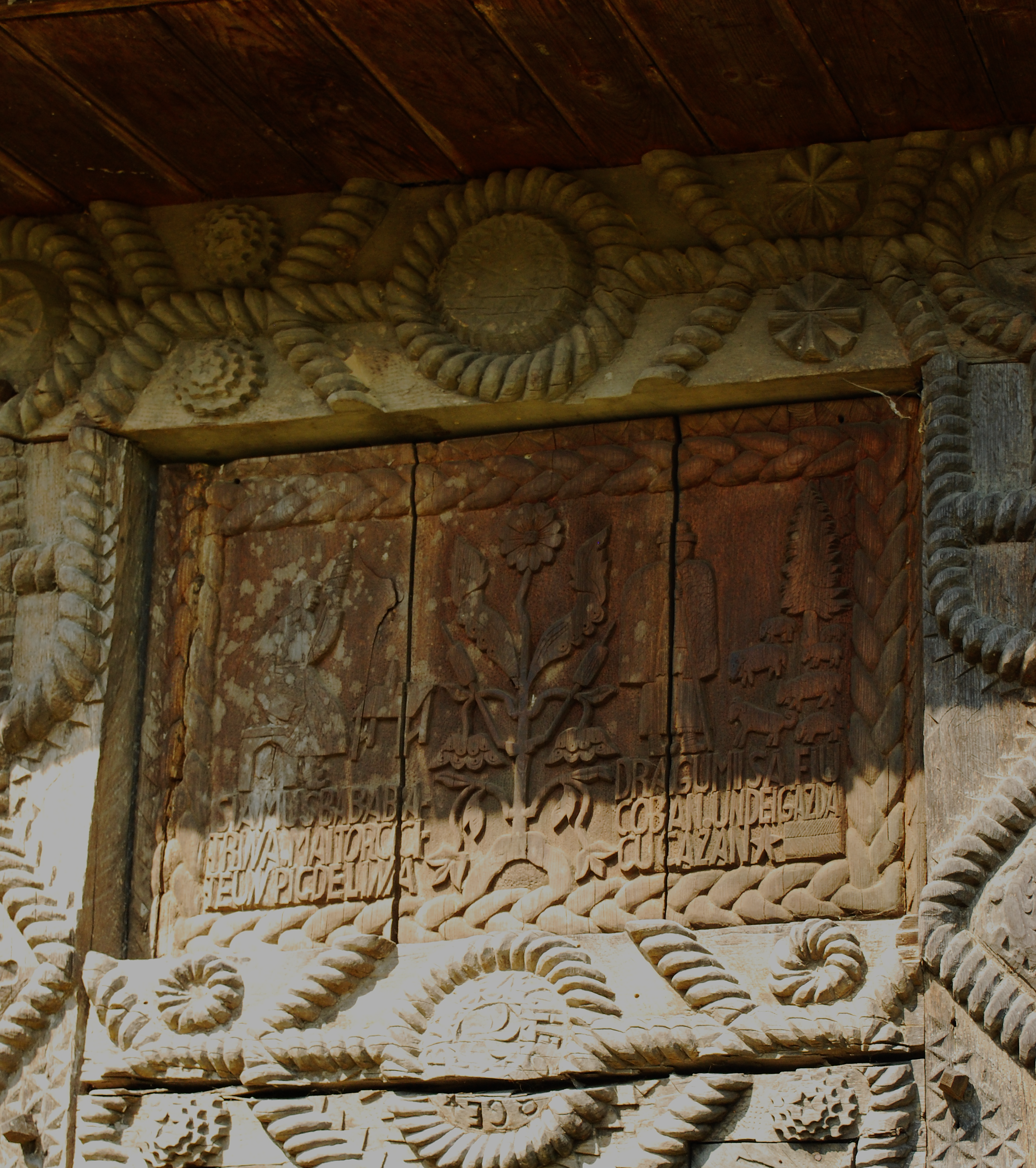
Snycerski detal bramy maramurskiej
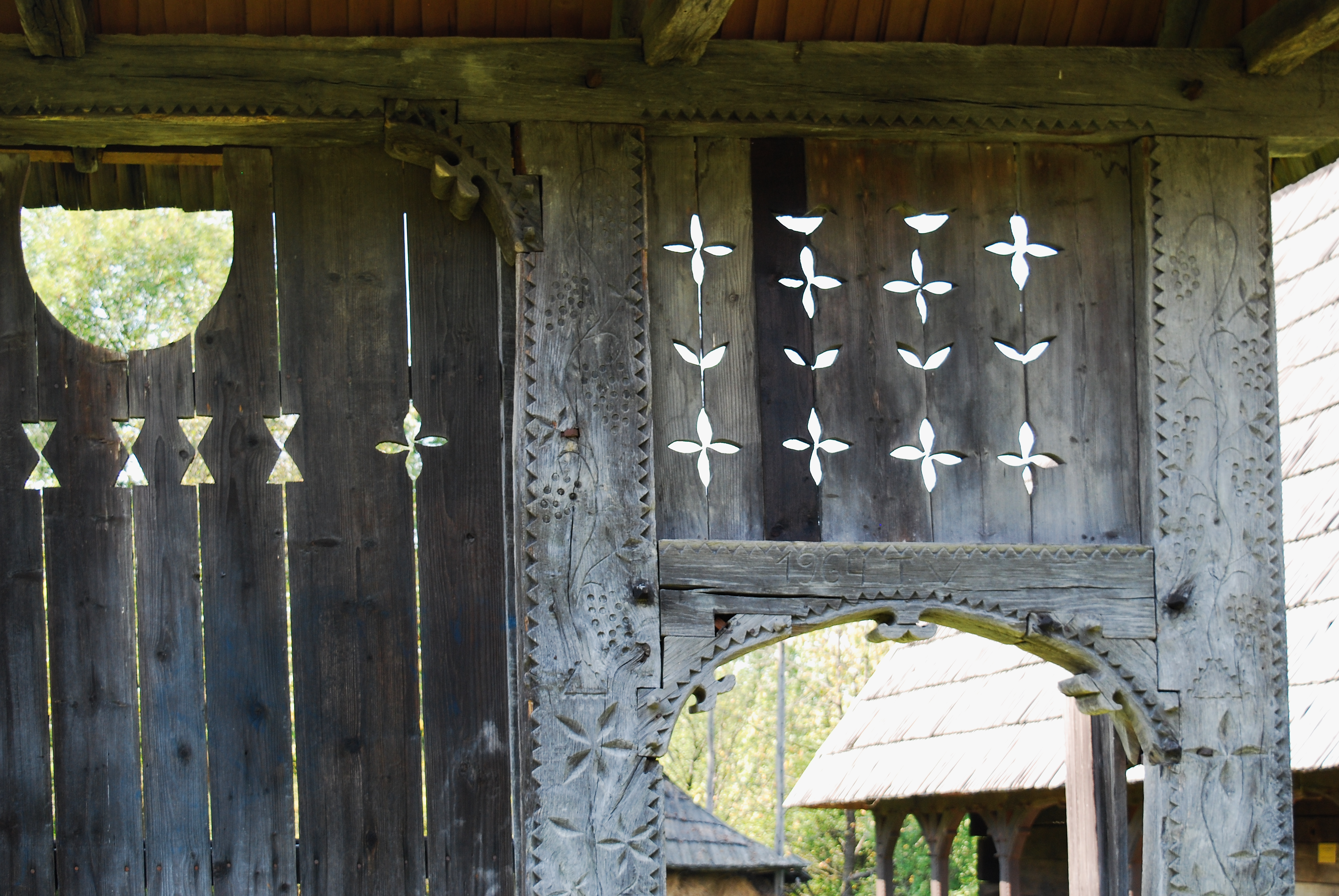
Detal - brama
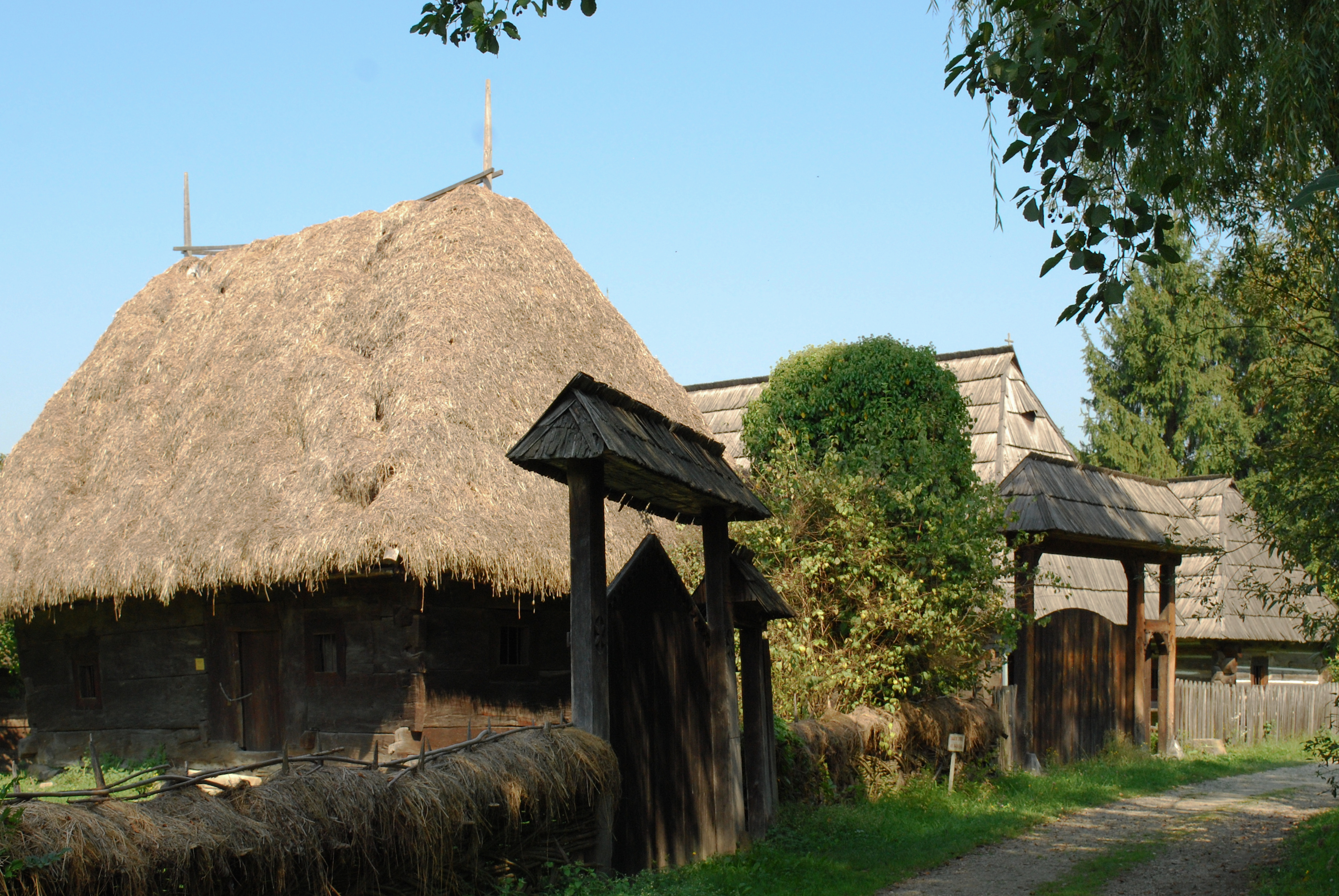
Bramy w regionie Marmarosz
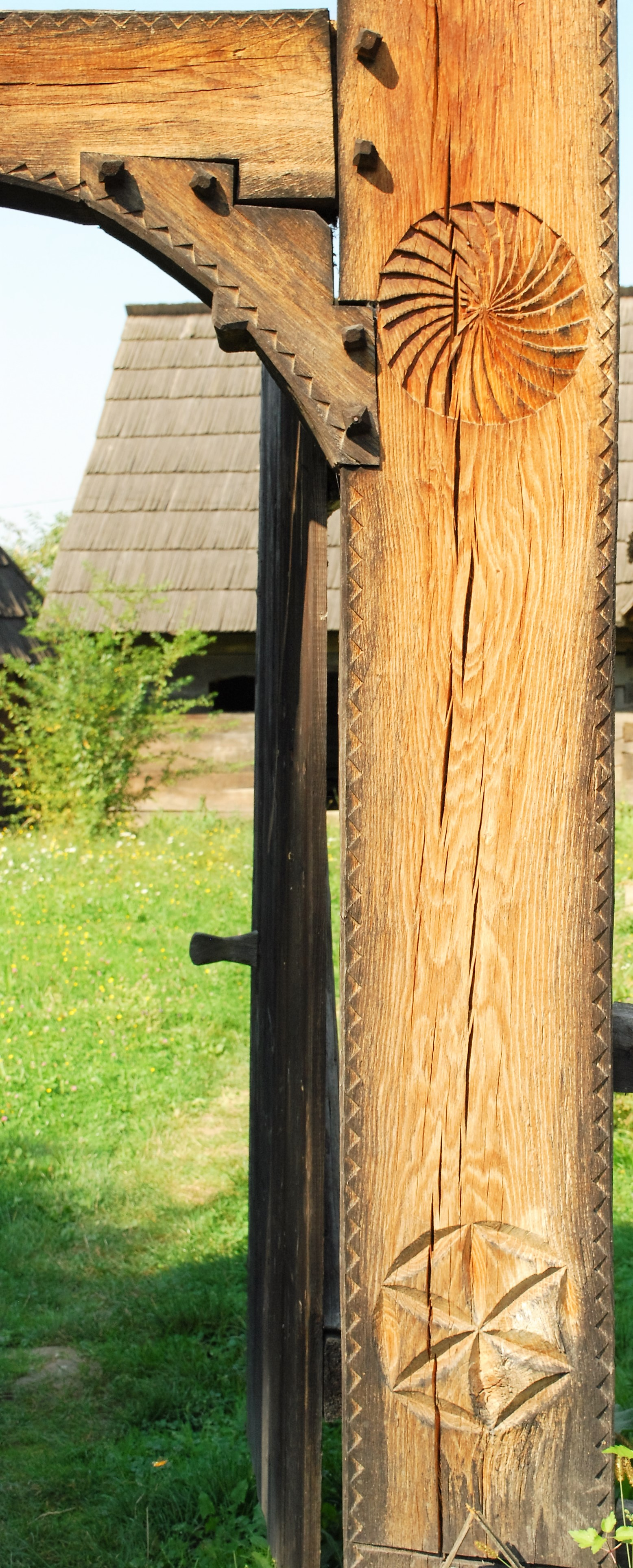
Snycerski detal na bramie
Brama przy drodze 186
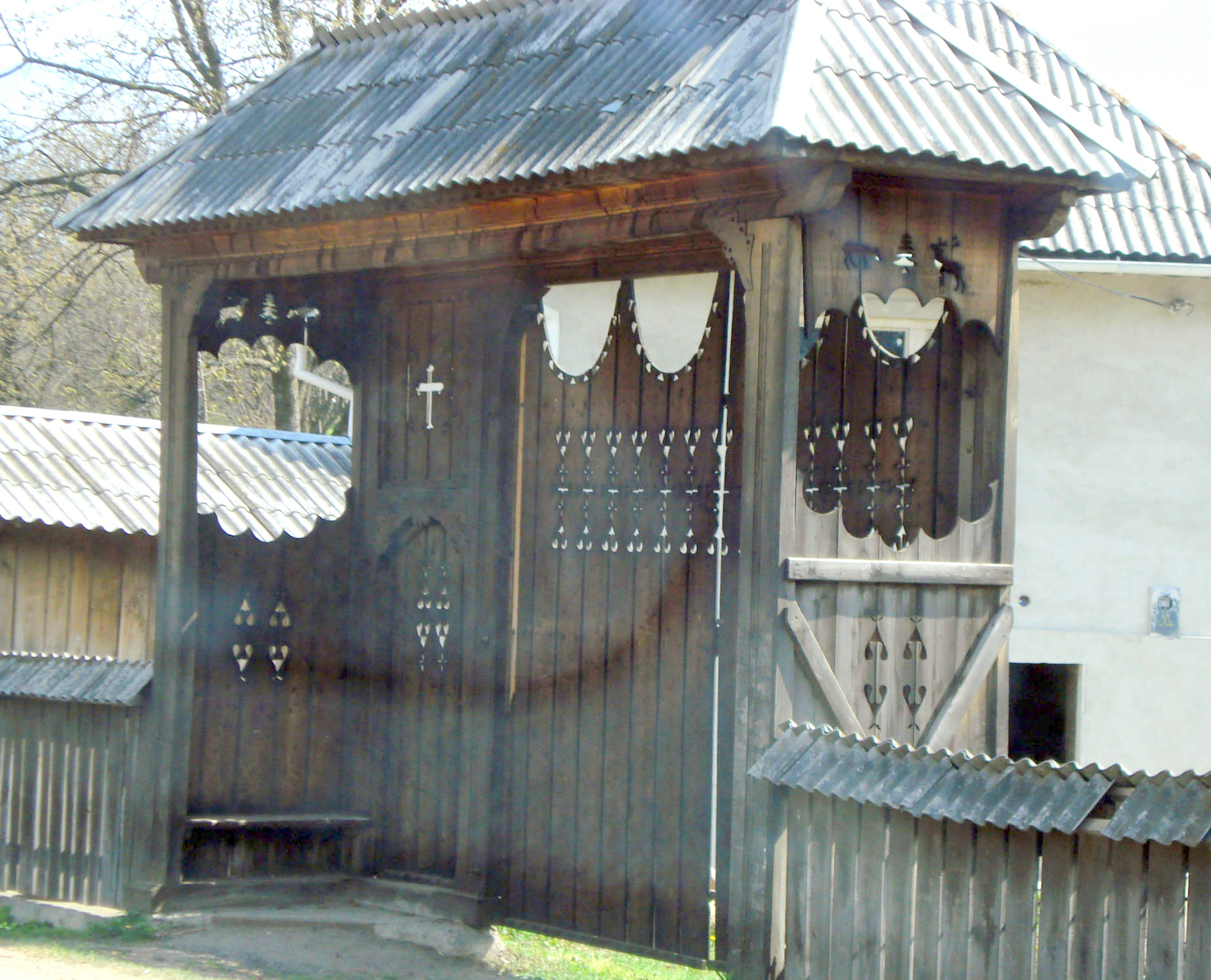
Brama
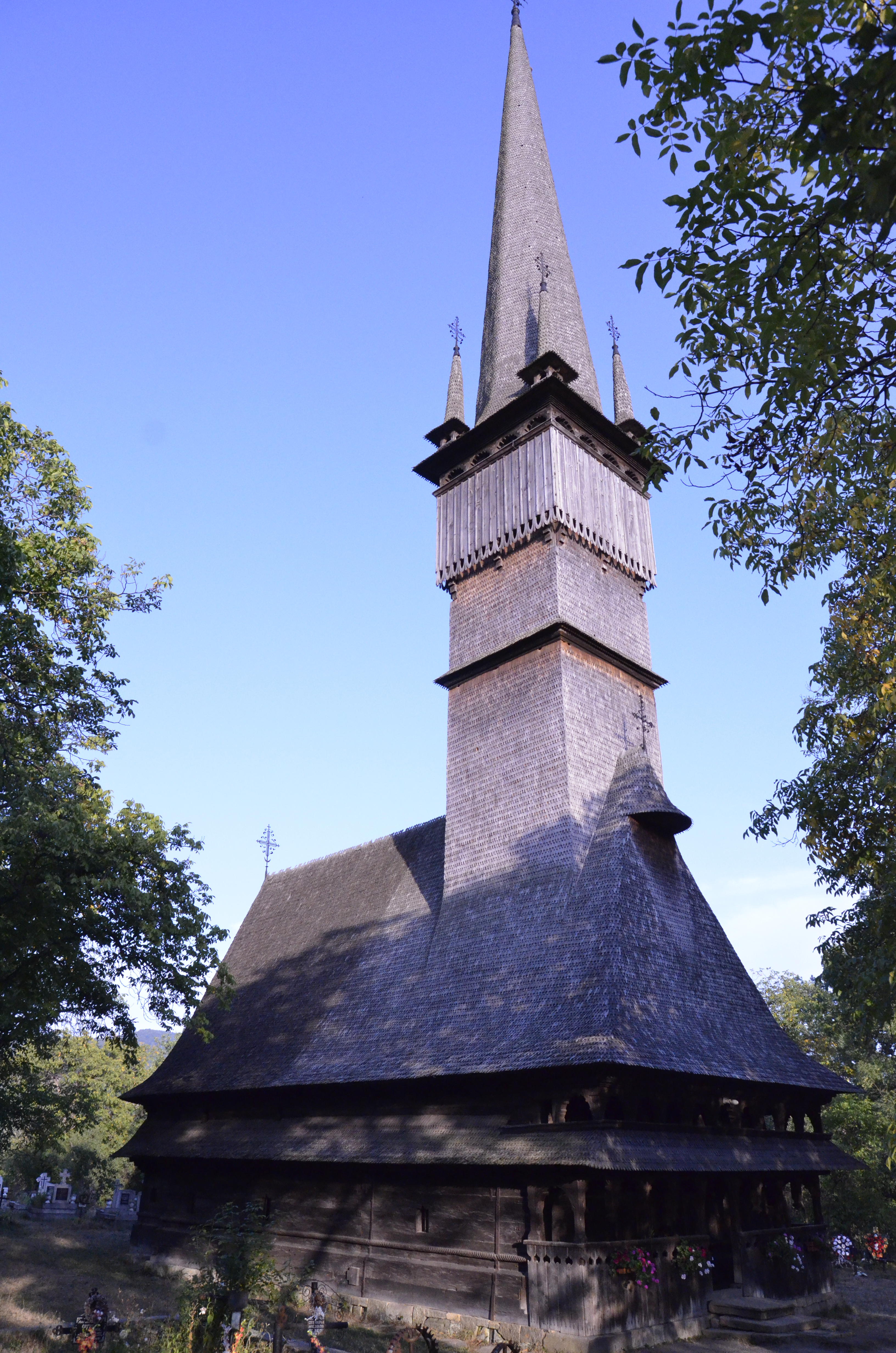
Drewniana cerkiew - Șurdești
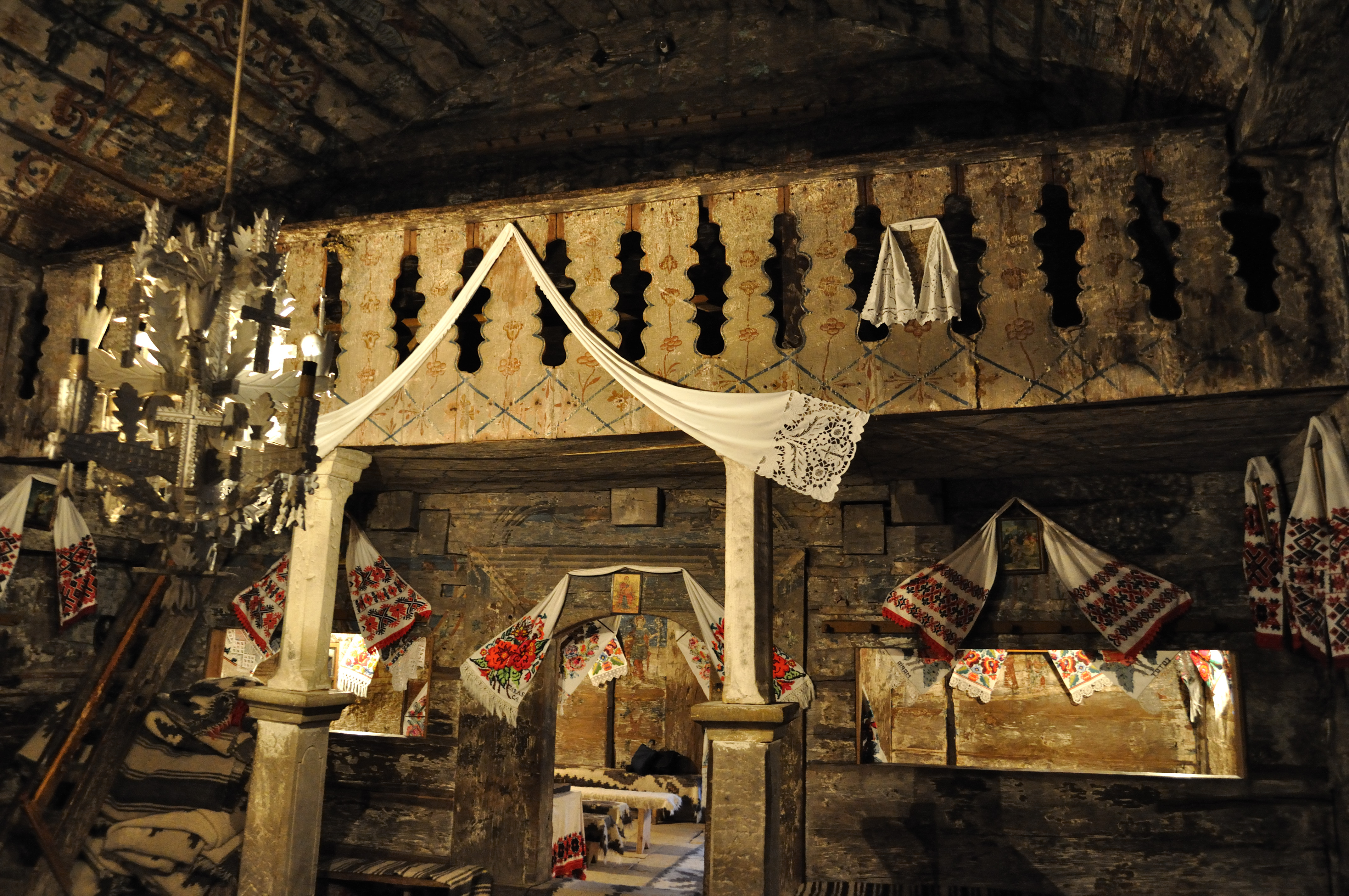
Wnętrze drewnianej cerkwi - Șurdești
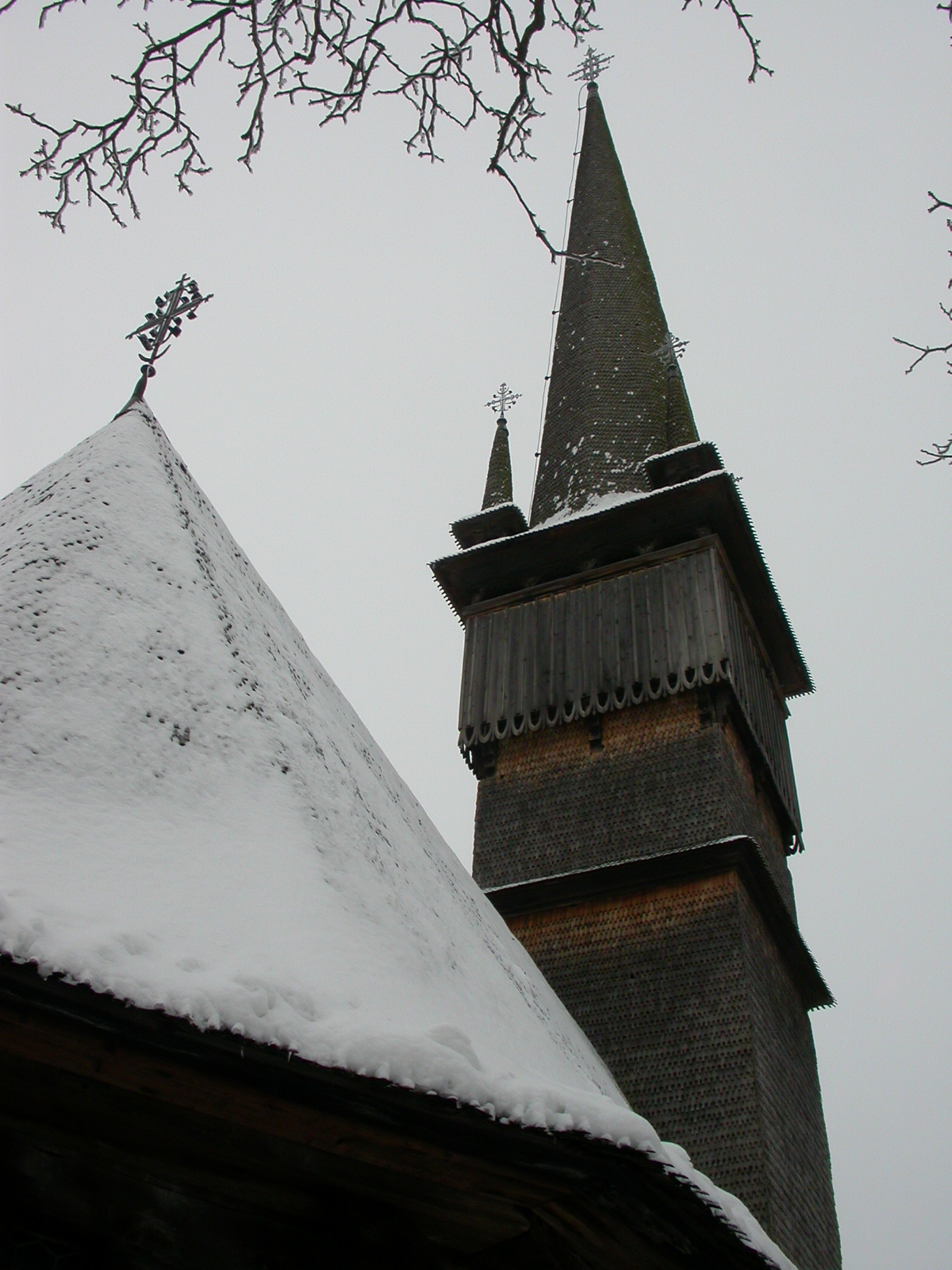
Drewniana cerkiew - Șurdești
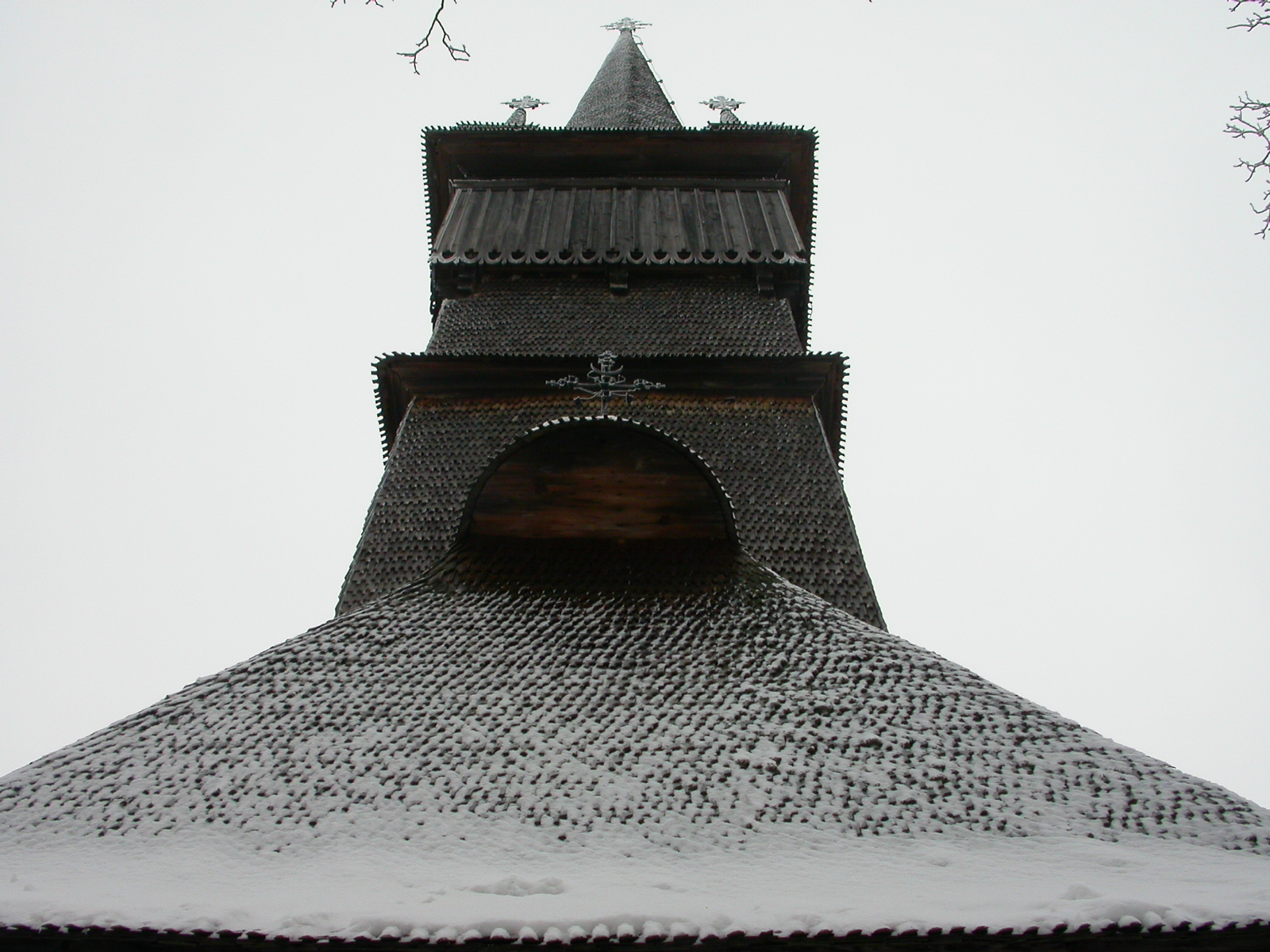
Drewniana cerkiew - Șurdești